# NGC 5906
NGC 5906 is een gedeelte van het sterrenstelsel NGC 5907 in het sterrenbeeld Draak. Het object werd op 23 april 1860 ontdekt door Johnstone Stoney, assistent van de Ierse astronoom William Parsons.